# Мур, Джо-Макс
Джо-Макс Мур (23 февраля 1971, Талса, США) — американский футболист, нападающий. Играл в трёх чемпионатах мира за сборную США. Профессионально играл в Англии, Германии и США. Завершил карьеру в команде «Нью-Инглэнд Революшн». За сборную США сыграл 100 матчей и забил 24 гола.

## Биография
Мур родился в Талсе, Оклахома В 14 лет переехал в Ирвайн, Калифорния, где играл в футбол за среднюю школу. После школы играл Национальная ассоциация студенческого спорта за Калифорнийский университет в Лос-Анджелесе. Здесь также играли его будущие партнеры по сборной: Брэд Фридель, Крис Хендерсон и Коби Джонс. На первом курсе он забил 11 мячей, тем самым помог команде выиграть чемпионат. За всю карьеру в колледже он забил 38 мячей и отдал 24 паса в 65 играх.
В июле 1994 года перешёл в клуб второго немецкого дивизиона Саарбрюккен, за который в 25 матчах забил 13 мячей. В 1995 году перешёл в немецкий Нюрнберг. За Нюрнберг сыграл 25 матчей в которых забил 8 мячей.
В 1996 году перешёл клуб Нью-Инглэнд Революшн, выступающий в Major League Soccer (MLS). За 4 года, проведенных в клубе, он стал лучшим бомбардиром. Худшим был 1997 год, где он получил травму и сыграл всего 11 матчей, забив 4 мяча.
Успехи в клубе привели его к возвращению в Европу, на этот раз в АПЛ в «Эвертон».
В ноябре-декабре 1997 года находился в аренде в клубе «Эмелек».
После своего перехода в ноябре 1999 года сразу поразил персонал клуба. «Эвертону» Мур достался бесплатно. Контракт с клубом был подписан на 3,5 года с зарплатой примерно в 600 000 долларов за сезон. Мур первоначально имел выдающийся успех, забив в 5 играх 5 мячей. Однако, он медленно становился все менее и менее эффективным. Мур страдал от травмы колена. В декабре 2002 года расторг контракт «по взаимному согласию».
В 2003 году вернулся в «Нью-Инглэнд Революшн». В этом сезоне перенес несколько травм, сыграв только в 16 матчах, в которых забил 4 мяча. В 2004 году был его последний сезон, в котором он провел 3 игры и не забил не одного гола. Мур планировал вернуться в 2005 году, но снова повредил колено. 25 января 2005 года объявил о завершении карьеры.

## Национальная команда
Сыграл за сборную 100 матчей и забил 24 мяча.